# Đại học Wesley (Ohio)
Đại học Wesley (tên Tiếng Anh: Ohio Wesleyan University, còn được gọi là Wesleyan hoặc OWU) là một trong những viện đại học được xếp vào nhóm các trường đại học khai phóng dạng tư thục, thành lập năm 1831 và đặt cơ sở tại Delaware, Ohio. Đây là viện đại học đầu tiên đặt tên theo John Wesley, nhà thần học Tin Lành và là người khai sáng phong trào Giám lý.
Vào năm 2010, trường Wesley Ohio có phần trăm học sinh du học cao thứ 11 trong số các trường đại học khai phóng trong mười bảy năm liền. Trong bảng xếp hạng đại học Mỹ phiên bản năm 2015 của mình, công ty Niche đã xếp trường Wesley Ohio vào vị trí thứ 56 (trong tổng số 880 trường đại học) trong số các trường đại học tự do về mặt chính trị nhất tại Mỹ. U.S. News & World Report xếp trường tại hạng 101 trong số các trường đại học khai phóng trong phiên bản năm 2018 của mình.